# Bestwishes
Bestwishes is het tweede officiële compilatiealbum van de Finse metalband Nightwish. Het bevat liedjes van de albums Angels Fall First, Oceanborn, Wishmaster, Century Child en de ep Over the Hills and Far Away. Het is alleen uitgebracht in Japan.

## Track lijst
1. "Stargazers"
2. "The Kinslayer"
3. "She Is My Sin"
4. "Ever Dream"
5. "Come Cover Me"
6. "Know Why The Nightingale Sings"
7. "Bless the Child"
8. "End Of All Hope"
9. "The Riddler"
10. "Sleepwalker (Original)"
11. "Crownless"
12. "Sacrament of Wilderness"
13. "Walking in the Air"
14. "Beauty And The Beast"
15. "Wishmaster"
16. "Over The Hills And Far Away"
17. "Sleeping Sun"